# PSafe
PSafe é uma empresa de segurança digital líder de mercado na América Latina. De origem brasileira, ela desenvolve produtos de cibersegurança para pessoas e empresas. Os seus aplicativos B2C para pessoas físicas já contabilizam mais de 300 milhões de instalações, e sua solução B2B, desenvolvida para proteger a privacidade e dados empresariais, está expandindo rapidamente.
A empresa tem operação no Brasil e nos Estados Unidos e reúne mais de 6 milhões de usuários ativos, entre pessoas físicas e jurídicas, além de deter o principal laboratório de pesquisas em cibersegurança da América Latina, o dfndr lab. 
Ao lado da Movile (iFood, etc.) e Nubank, foi apontada por especialistas como candidata a ser o terceiro "unicórnio" do Brasil. Em 2021, a PSafe passou por uma fusão com a startup brasileira de inteligência artificial (IA), a CyberLabs, tornando-se parte do Grupo CyberLabs, atualmente a maior companhia de inteligência artificial e cibersegurança da América Latina. 

## História

#### 2010
A PSafe foi fundada em novembro de 2010 pelo Grupo Xangô – holding carioca criada para desenvolver startups no país, após um aporte de investimentos na ordem de US$ 15 milhões, oriundos de três fundos de capital de risco: Redpoint Ventures, Index Ventures e BV Capital. A PSafe, em poucas semanas, abriu um escritório no Rio de Janeiro, contratou 30 funcionários e desenvolveu seu primeiro produto: um antivírus gratuito.

#### 2011
O antivírus PSafe atingiu a marca de 100 mil usuários.

#### 2012
A empresa expandiu sua atuação e se dividiu em quatro áreas: antivírus, armazenamento em nuvem, antiphishing e acelerador de conexão.

#### 2013
Em agosto de 2013, a empresa formalizou uma parceria com a BitDefender, empresa de soluções em antivírus e incorporou parte do software da BitDefender em seus produtos. Recebeu nova rodada de investimentos e continuou sua expansão de portfólio.

#### 2014
Em 2014, a PSafe alcançou 30 milhões de usuários ativos para desktops e 21 milhões de usuários ativos para Android. As metas e objetivos traçados junto aos investidores elevaram a estimativa de valor da empresa a US$ 130 milhões.

#### 2015
Em 2015, a PSafe anunciou uma parceria com o Avira Antivírus e seus dois novos produtos, o PowerPRO e o SafeWifi, e confirmou sua internacionalização, após receber novo investimento de US$ 30 milhões.
O PSafe Total Android se tornou o app brasileiro mais baixado da Play Store. A startup foi a primeira da América Latina a alcançar valor de mercado maior que R$ 1 bilhão. Em outubro, anunciou sua expansão para o México.

#### 2016
Em 2016, abriu o seu primeiro escritório no México e cresceu a sua atuação nos países latino-americanos, como Argentina, Chile, Colômbia, Peru, Equador, etc.

#### 2017
Em janeiro, em decisão histórica, a justiça deu ganho de causa à PSafe em processo de concorrência desleal por parte da gigante chinesa Baidu. Em abril, a empresa alterou o nome do seu aplicativo móvel de segurança, que deixou de ser PSafe Total para se tornar dfndr. A mudança ocorreu como forma de afinar o nome dos aplicativos com a estratégia de expansão global. Abertura do escritório nos Estados Unidos.
Criação e lançamento do dfndr lab, o laboratório da PSafe especializado em cibersegurança que une white hat hackers e tecnologia de ponta para detecção de ameaças virtuais.

#### 2018
Em 2018, a PSafe expandiu sua atuação lançando os aplicativos dfndr vault, dfndr VPN e dfndr performance. Foi lançada também a nova identidade visual da PSafe com a cor roxa e novos escudos e o dfndr security ganhou uma versão premium no Android.
Em maio de 2018, o dfndr security foi certificado pela AV-Test, que analisa os aplicativos de segurança digital para dispositivos móveis com sistema Android.

#### 2019
O app carro-chefe da PSafe, dfndr security, chega ao iOS e ganha também sua versão Premium.

#### 2020
A PSafe entra no mercado B2B com a solução contra vazamentos de dados empresariais, dfndr enterprise.

#### 2021
Em janeiro, a PSafe identificou um megavazamento de dados que potencialmente colocava em vulnerabilidade as informações de toda a população brasileira, incluindo CPF, de mais de 223 milhões de cidadãos. O vazamento foi amplamente noticiado na mídia, sendo considerado um dos maiores vazamentos de dados da história do Brasil. 
No mês seguinte, a empresa anunciou a fusão com a CyberLabs, startup brasileira de inteligência artificial (IA), tornando-se parte do maior grupo de Inteligência Artificial e soluções de IA para cibersegurança da América Latina, o Grupo CyberLabs.
Em junho, a PSafe fez uma parceria com a seguradora global AIG para oferecer um seguro especializado para empresas contra ataques de ransonware.

## Produtos

#### dfndr security (antigo PSafe Total[19])
Aplicativo para Android e iOS que oferece ferramentas de segurança, performance e limpeza. Agrega diversas funções gratuitas como pagas para melhorar a proteção, memória e velocidade dos celulares como:  
- Antivírus completo (detecta e elimina vírus e malwares);
- Bloqueio de Hackers (alerta contra links de sites falsos e maliciosos em tempo real, dentro do WhatsApp, Facebook Messenger, SMS e navegador);
- Alerta contra Clonagem de WhatsApp (alerta imediatamente o usuário quando terceiros tentam acessar sua conta de WhatsApp);
- Limpeza de memória (identifica e remove arquivos, atividades e programas desnecessários e lixo eletrônico);
- Antifurto (localiza e bloqueia o acesso ao aparelho por meio de comandos remotos em caso de roubo e furto);
- Resfriar CPU (resfria e evita que o celular fique muito quente);
- Acelerador de Internet (verifica a velocidade da sua conexão wi-fi, 3G e 4G);
- Proteção contra roubo de Wi-Fi - identifica todos os dispositivos conectados à sua rede Wi-Fi.

Após receber críticas pela quantidade excessiva de anúncios dentro do aplicativo, a empresa lançou a possibilidade de assinatura para remoção de anúncios. O aplicativo oferece, em sua versão premium:
- Alerta de roubo de identidade (com checagens ilimitadas para saber se e-mail e senha foram vazados na deep web e dark web);
- Instalação segura de apps (detecta aplicativos maliciosos antes da instalação);
- Proteção da privacidade (Verifica quais apps instalados apresentam possíveis ameaças à privacidade) e mais benefícios na função Antifurto (capaz de apagar todos os dados de seu aparelho remotamente e tirar uma foto de um intruso mediante comando, em caso de roubo e furto).

#### dfndr enterprise
Solução contra vazamentos de dados corporativos desenvolvida para auxiliar pequenas e médias empresas em sua segurança digital. A solução monitora e identifica riscos de ameaças digitais que possam causar o vazamento de dados, reduzindo significativamente as chances das empresas serem penalizadas pelas altas multas da LGPD (Lei Geral de Proteção de Dados). É capaz de detectar e bloquear golpes virtuais em tempo real, utilizando técnicas avançadas de análise comportamental, heurística e inteligência artificial em tempo real. A solução envia ainda relatórios semanais de segurança para acompanhamento e realiza análise de sites e infraestrutura das empresas. 
Atualmente, o dfndr enterprise oferece suporte aos sistemas Android, Windows, iOS, macOS, e aos navegadores Chrome, Firefox e Edge. Em breve, também estará disponível no sistema operacional Linux.

#### dfndr lab
Laboratório de segurança especializado em identificar ameaças digitais. O laboratório possui um site onde é possível checar a segurança de URLs (sites e páginas da web).  

#### dfndr VPN
Aplicativo que conecta a qualquer rede com criptografia completa dos seus dados. Requer uma assinatura paga para ter suas funções completas liberadas.

#### dfndr performance
Versão do dfndr security, dedicada a otimização do espaço de memória e performance do aparelho.  

#### dfndr battery (Antigo PowerPRO)
Aplicativo gratuito que ajuda a economizar bateria do seu telefone e a proteger o aparelho durante o carregamento.  

### Produtos descontinuados
PSafe Total Windows: O antivírus PSafe Total Windows foi descontinuado em fevereiro de 2017. 
SafeWifi: Produto descontinuado. O SafeWifi oferecia internet móvel segura e gratuita para bares, restaurantes e estabelecimentos comerciais do Brasil. Além disso, disponibilizava modens de conexão 4G rápida e segura para táxis
dfndr vault: Em 2021, o aplicativo de privacidade que criptografa imagens, vídeos e documentos no celular foi descontinuado.